# Kees de Jager
Cornelis "Kees" de Jager (pronunciado [ˈkeːz də ˈjaːɣər] ; 29 de abril de 1921 - 27 de mayo de 2021) fue un astrónomo holandés que se especializó en predecir la variación solar para evaluar el impacto del Sol en el clima futuro. Fue secretario general de la IAU de 1967 a 1973 y ex director del observatorio de Utrecht. Fue miembro del Comité para la Investigación Escéptica y desempeñó un papel importante en el escepticismo científico europeo como primer presidente tanto de Stichting Skepsis como del Consejo Europeo de Organizaciones Escépticas.
De Jager murió donde nació, en Den Burg (Texel), el 27 de mayo de 2021, menos de un mes después de cumplir su centenario.